# Vignole Borbera
Vignole Borbera (piemontesisch Vigneule Borbaja, ligurisch e Vigneue) ist eine Gemeinde in der italienischen Provinz Alessandria (AL), Region Piemont.

## Lage und Einwohner
Die Gemeinde Vignole Borbera liegt rund 40 km südöstlich von der Provinzhauptstadt Alessandria entfernt im unteren Borbera-Tal, an der Mündung der Borbera in die Scrivia. Der Ort liegt auf einer Höhe von 243 m über dem Meeresspiegel. Das Gemeindegebiet umfasst eine Fläche von 8,49 km². Zur Gemeinde zählen die beiden Fraktionen Variano Inferiore und Variano Superiore, die zusammen 2038 (Stand 31. Dezember 2023) Einwohner haben. Die Autostrada A7 verläuft direkt an der Gemeinde, mit einem Autobahnanschluss, vorbei.
Die Nachbargemeinden sind Arquata Scrivia, Borghetto di Borbera, Grondona, Serravalle Scrivia und Stazzano.

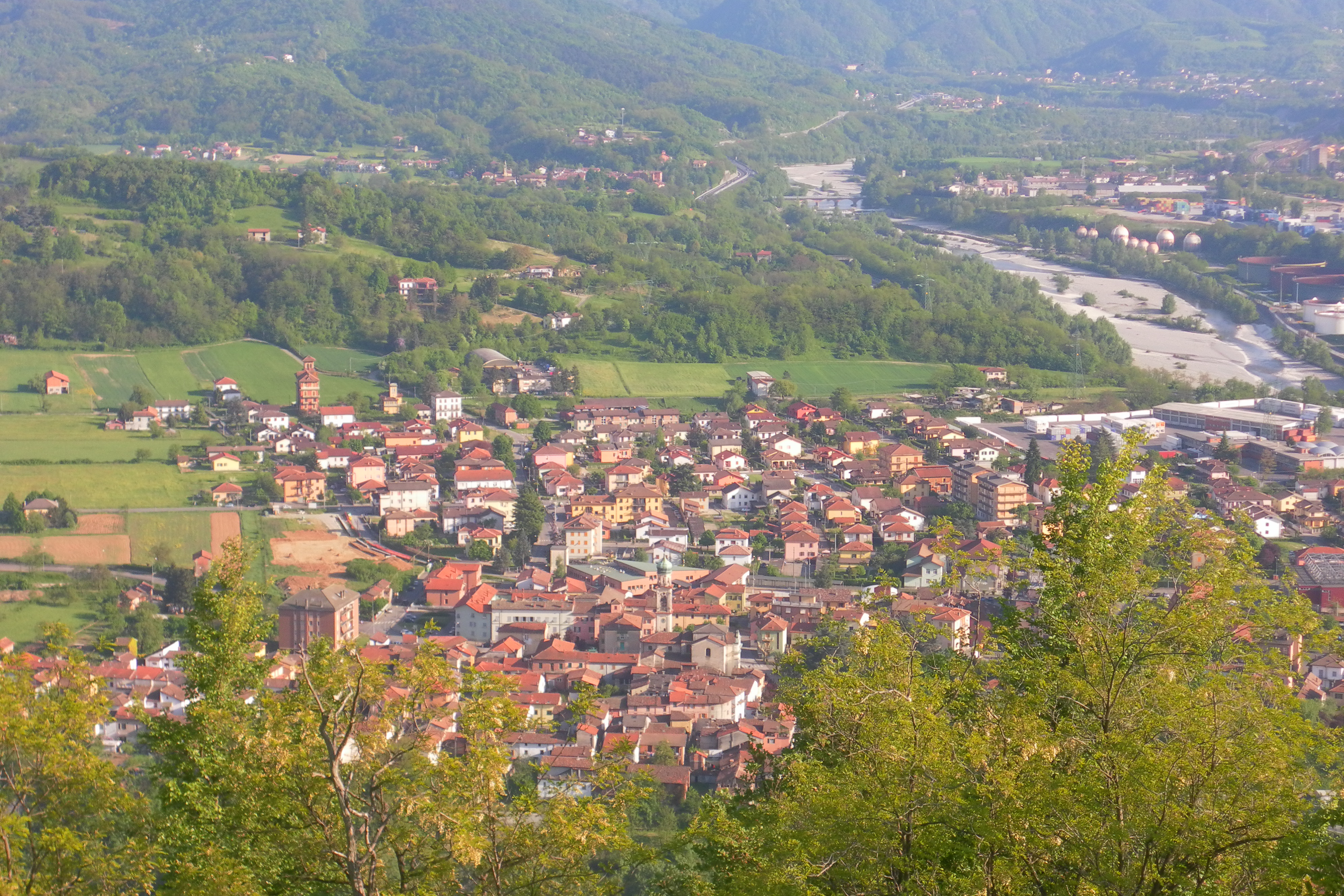
Blick auf Vignole Borbera

## Geschichte

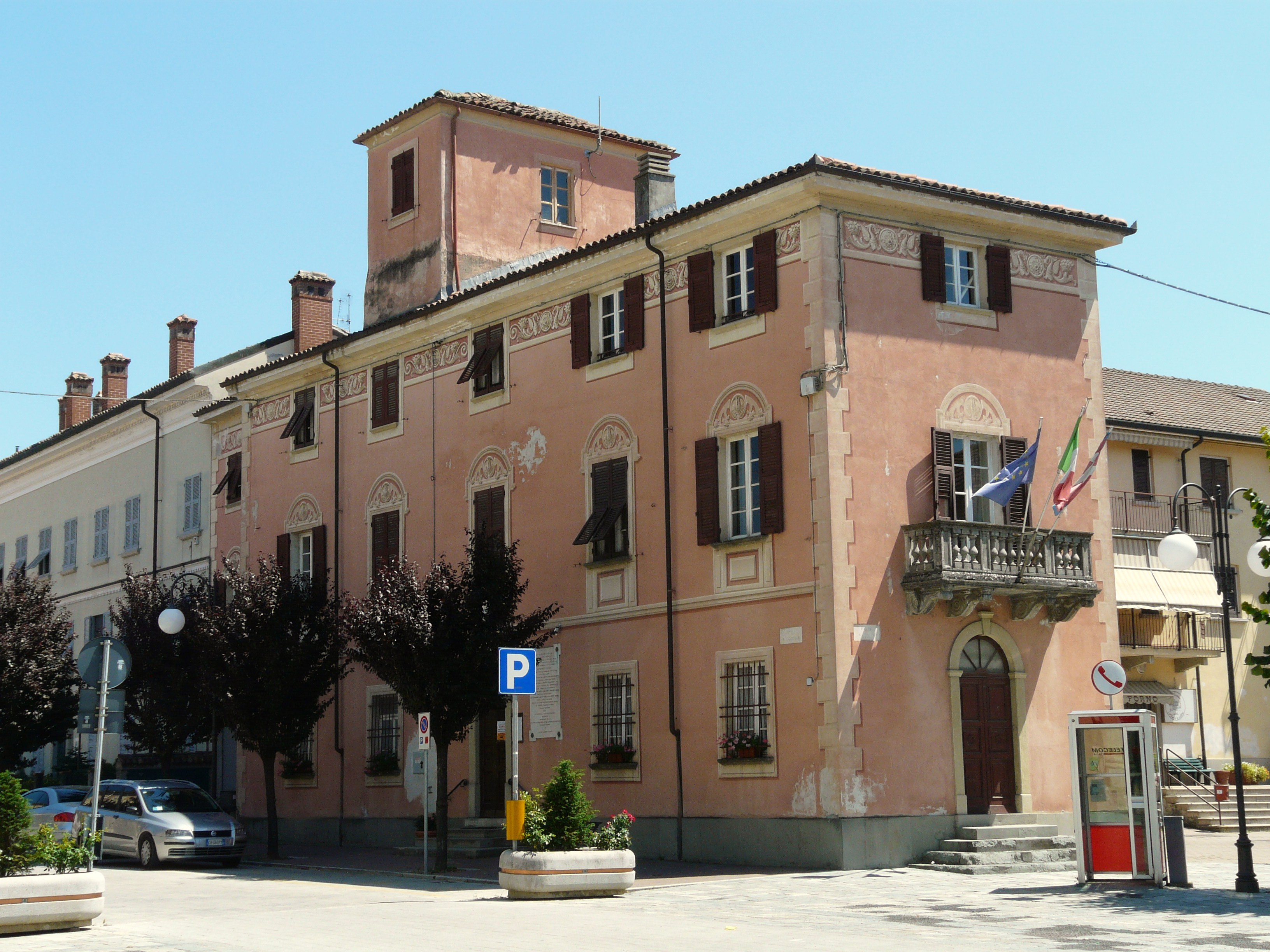
Das Rathaus von Vignole Borbera

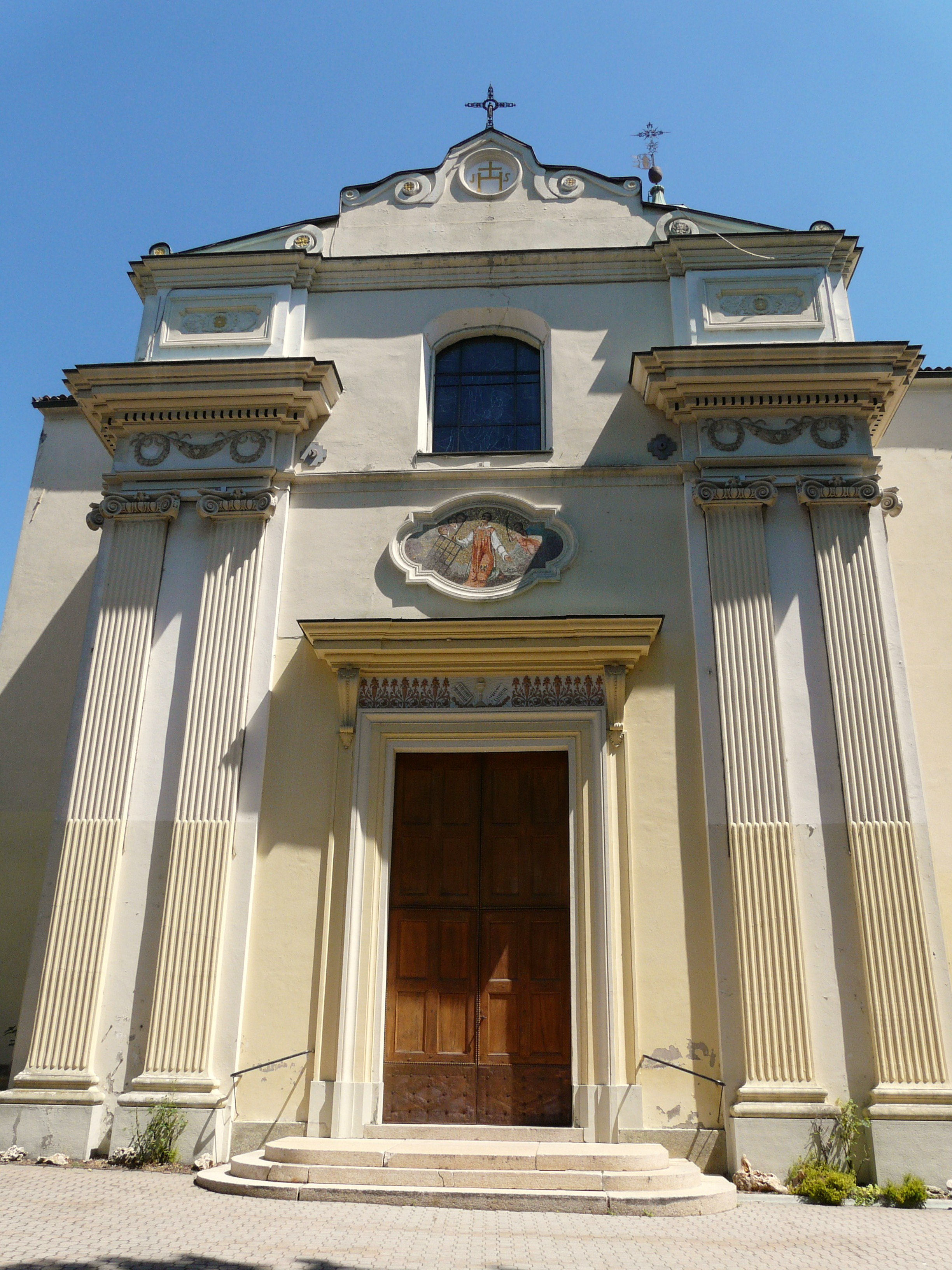
Kirche San Lorenzo

Das relativ spät belegte Toponym weist auf die Formen „Vignole“, „Vignolis“, „Vignolae“ und „Vignollae“ hin. Die Etymologie findet sich im lateinischen VINEA, im Sinne von „mit Weinreben bebautes Land“ angewendet wird. Der Zusatz leitet sich vom Hydronym Borbera ab, an dessen Ufer die Siedlung liegt.
Seine Ursprünge reichen bis in die Antike zurück, wie die zahlreichen archäologischen Funde in seinem Gebiet deutlich belegen. Besonders interessant sind die Ruinen und winzigen Marmorfragmente, die Teil der römischen Militärstation an der Via Postumia sind, die in der Kaiserzeit zu einem wichtigen Handelszentrum wurde. Historische Dokumente belegen seinen Namen seit 1365, aber es ist sicher, dass es schon vorher zum Lehen von Precipiano gehörte, einem Klosterzentrum des Val Borbera und einer Abtei mit sehr abgelegener Gründung. Neben der klösterlichen Macht herrschten vor Ort verschiedene Herrschaften der Region, insbesondere die Rati, Ghibellinen aus Tortona, die ab 1340 den Kampf gegen die Welfen und ihren Verbündeten, König Robert von Anjou, führten.
Im Jahr 1389 erfolgte die Trennung der Gerichtsbarkeit von Precipiano dank einer Transaktion zwischen dem Abt Bonifacio Rato-Opizzoni und den Konsuln von Vignole. Nach dem Fall der Abtei trennte Filippo Visconti die beiden Gemeinden endgültig und überließ das Lehen der Familie Lonati.
Im Jahr 1752 ging es, zusammen mit Tortona an die Familie Savoyen über und folgte deren Schicksalen. Im Jahr 1797 wurde es mit Borghetto di Borbera Teil der Ligurischen Republik, ab 1805 Teil des Französischen Kaiserreichs und ab 1815 Teil der Provinz Novi in Ligurien, von der es mit dem Rattazzi-Dekret im Jahr 1897 abgetrennt wurde, kurz vor der Vereinigung Italiens.
1797 wurde die aufgelöste Gemeinde Precipiano in die Gemeinde eingegliedert. 1815 wurde Variano eingemeindet, das von Borghetto di Borbera getrennt wurde.
Im Jahr 2004 erregte Vignole Borbera die Aufmerksamkeit der nationalen Medien, indem es die erste Gemeinde Italiens wurde, die von einer Bürgermeisterin nicht-italienischer Staatsangehörigkeit, der am 27. Januar 1956 in Woking (Surrey) geborenen Engländerin Susan Lesley Thomas, verwaltet wurde, die dieses Amt innehatte vom 14. Juni 2004 bis 30. August 2008.
2014 wurde die Gemeinde schwer vom Hochwasser getroffen.

## Sehenswürdigkeiten
- Die Überreste der alten Abtei von Precipiano, darunter ein Teil eines Glockenturms und Mauern.
- Der Turm der alten Burg, jetzt zerstört.
- Die Pfarrkirche San Lorenzo aus dem letzten Jahrzehnt des 18. Jahrhunderts mit barocker Fassade und Glockenturm mit bauchiger Spitze.
- Die Kirche der Heiligen Jungfrau, die 1836 als Dank für die Befreiung von der Cholera erbaut wurde.